# Partido Comunista Polonês
O Partido Comunista Polonês (polonês: Komunistyczna Partia Polski, KPP), ou o Partido Comunista da Polônia,  é um partido comunista marxista-leninista antirrevisionista na Polônia fundado em 2002 que afirma ser o herdeiro histórico e ideológico do Partido Comunista da Polônia. Partido da Polônia, Partido dos Trabalhadores Poloneses e Partido dos Trabalhadores Unificados Poloneses.